# Zang-e tafrih
Zang-e tafrih (زنگ تفریح, lett. La ricreazione, conosciuto anche col titolo internazionale The Recess)  è un cortometraggio del 2021 diretto e scritto da Navid Nikkhah Azad, dedicato a Sahar Khodayari, nota come la ragazza blu.  Questo film, è una coproduzione fra Iran e Spagna.

## Trama
La diciassettenne Sahar ha deciso di vedere la partita per lo scudetto della sua squadra di calcio preferita. Sahar, che come donna non può partecipare ai eventi sportivi, si traveste da ragazzo con l'aiuto delle sue amiche. Quando il travestimento di Sahar viene rivelato, le cose prendono una piega tragica.

## Distribuzione
Il cortometraggio Zang-e tafrih è nominato uno dei cortometraggi di maggior successo nel cinema iraniano. È stato proiettato in più di 160 festival internazionali, inclusi festival approvati dall'Accademia degli Oscar, FIAPF e Goya Awards   e ha vinto 31 premi. 
Questo film ha ricevuto il premio per il miglior film nella sezione "Sport e società" del festival francese "Cote d'Azur"(approvato dalla World Sports Film and Television Federation (FICTS)) ed è stato presentato al Concorso World FICTS Challenge
Navid Nikkhah Azad, il regista del film 'Zang-e Tafrih', quattro anni dopo la realizzazione del film, nel novembre 2023, dopo aver richiesto asilo nei Paesi Bassi, ha pubblicato integralmente il film 'Zang-e Tafrih' sul suo canale personale di YouTube e Instagram per la visione del pubblico. 